# União das Freguesias de Matosinhos e Leça da Palmeira
União das Freguesias de Matosinhos e Leça da Palmeira, kürzer Matosinhos e Leça da Palmeira, ist eine Gemeinde (Freguesia) im Kreis (Município) Matosinhos im Norden Portugals. Sie liegt an der Küste des Atlantiks, knapp 10 km nordwestlich des Zentrums der Distrikthauptstadt Porto.
In der Gemeinde leben 49.034 Einwohner (Stand: 2021) auf einer Fläche von 11,28 km².
Die Gemeinde entstand im Zuge der Gebietsreform in Portugal am 29. September 2013 durch die Zusammenlegung der Stadtgemeinde Matosinhos mit etwa 30.000 Einwohnern und der bisherigen Gemeinde Leça da Palmeira mit etwa 20.000 Einwohnern. Matosinhos wurde Sitz der Gemeinde, die ehemalige Gemeindeverwaltung in Leça da Palmeira blieb als Bürgerbüro weiter bestehen.

## Wirtschaft
In der Gemeinde befinden sich eine Reihe bedeutender Wirtschaftsbetriebe:
- Der Porto de Leixões ist der größte künstlich angelegte Hafen Portugals. Er verfügt über Hafenanlagen für den Güterumschlag (Container, Stückgut, Schüttgut, RoRo, flüssige Güter) und Passagierterminals für Kreuzfahrtschiffe. Er ist wichtiger Fischereihafen und verfügt außerdem über Liegeplätze für Sportboote.
- Die Raffinerie Matosinhos der Galp ist im Norden der Gemeinde angesiedelt.
- Das internationale Messegelände von Porto, Exponor, gilt als das größte des Landes.
- Die Lebensmittelindustrie ist mit Konservenfabriken vertreten, die Sardinen in die Dose bringen. Die Zahl von ehemals 50 Fabriken mit 6000 Beschäftigten ist in den letzten Jahren stark gesunken. Besichtigt werden kann z. B. die Conserveira Pinhais & Cia.[3]

Wegen seiner Nähe zu Porto sind hier auch einige größere Konsumgüterbetriebe ansässig, z. B. eines der fünf in Portugal angesiedelten IKEA-Einrichtungshäuser.

## Verkehr
Die über das Hafenbecken des Porto de Leixões führende Ponte Móvel verbindet die beiden Ortsteile. Die erste Brücke wurde 1961 fertiggestellt. 2007 wurde der Neubau der Klappbrücke eröffnet.
Matosinhos e Leça da Palmeira ist über die Linie A der Metro do Porto an das Stadtbahnsystem angeschlossen. In Porto besteht der Zugang zum nationalen Eisenbahnnetz.
Die Autoestrada A28 (A28) führt von Porto Richtung Norden entlang der Küste an die spanische Grenze. In der Gemeinde gibt es mehrere Anschlussstellen. Von der A28 zweigt auf Gemeindegebiet auch die A4 ab, die nach Osten bis Bragança führt. 
Der internationale Flughafen von Porto, der Flughafen Aeroporto Francisco Sá Carneiro (IATA-Code: OPO) liegt etwa sechs Kilometer nördlich im Gebiet der Municipio Maia.
Von Porto führt ein Teil des Caminho Português, des portugiesischen Jakobsweges, an der Küste entlang auch durch die Gemeinde. In Leça da Palmeira können die Pilger Stempel in ihren Pilgerausweis erhalten.

## Fotogalerie

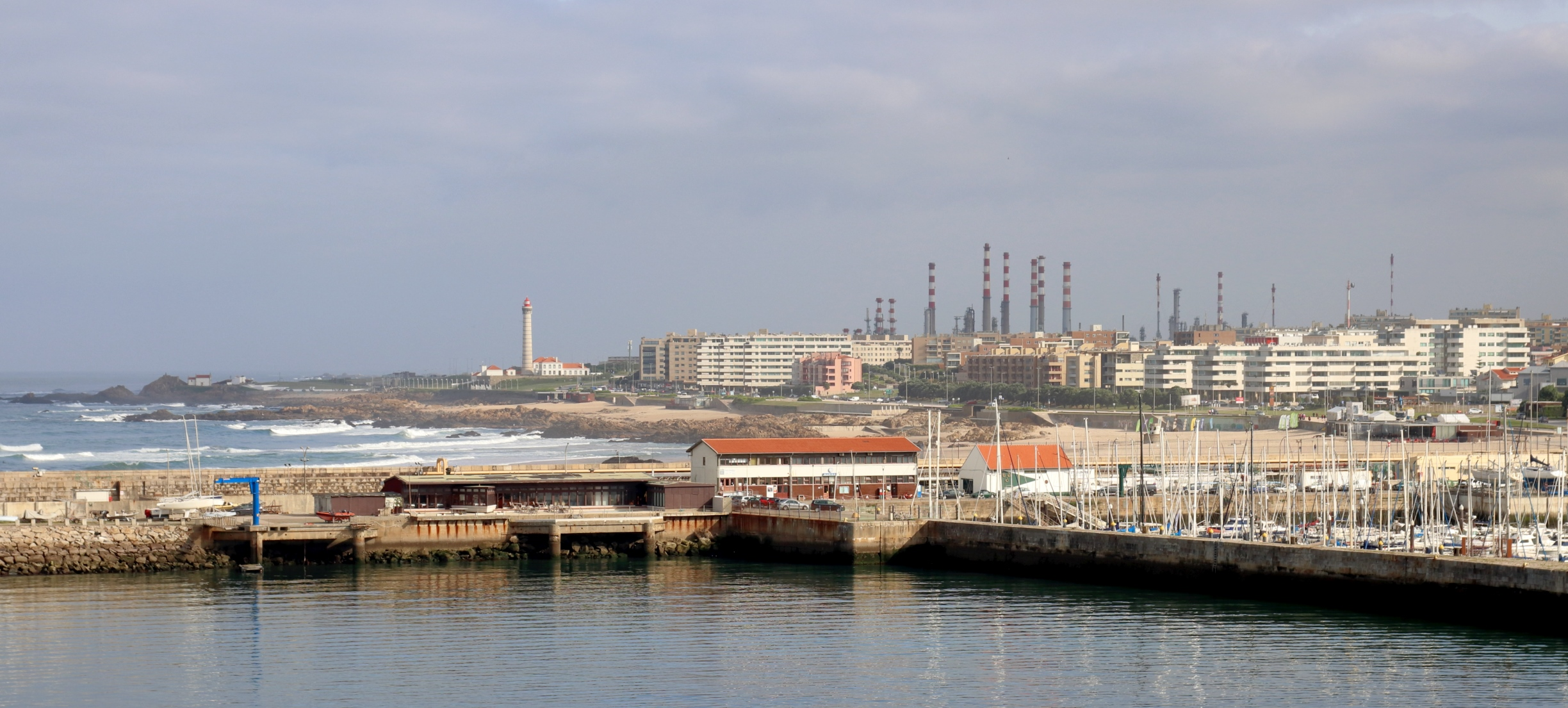
Leça da Palmeira mit Leuchtturm und Raffinerie (Blick vom Hafen)
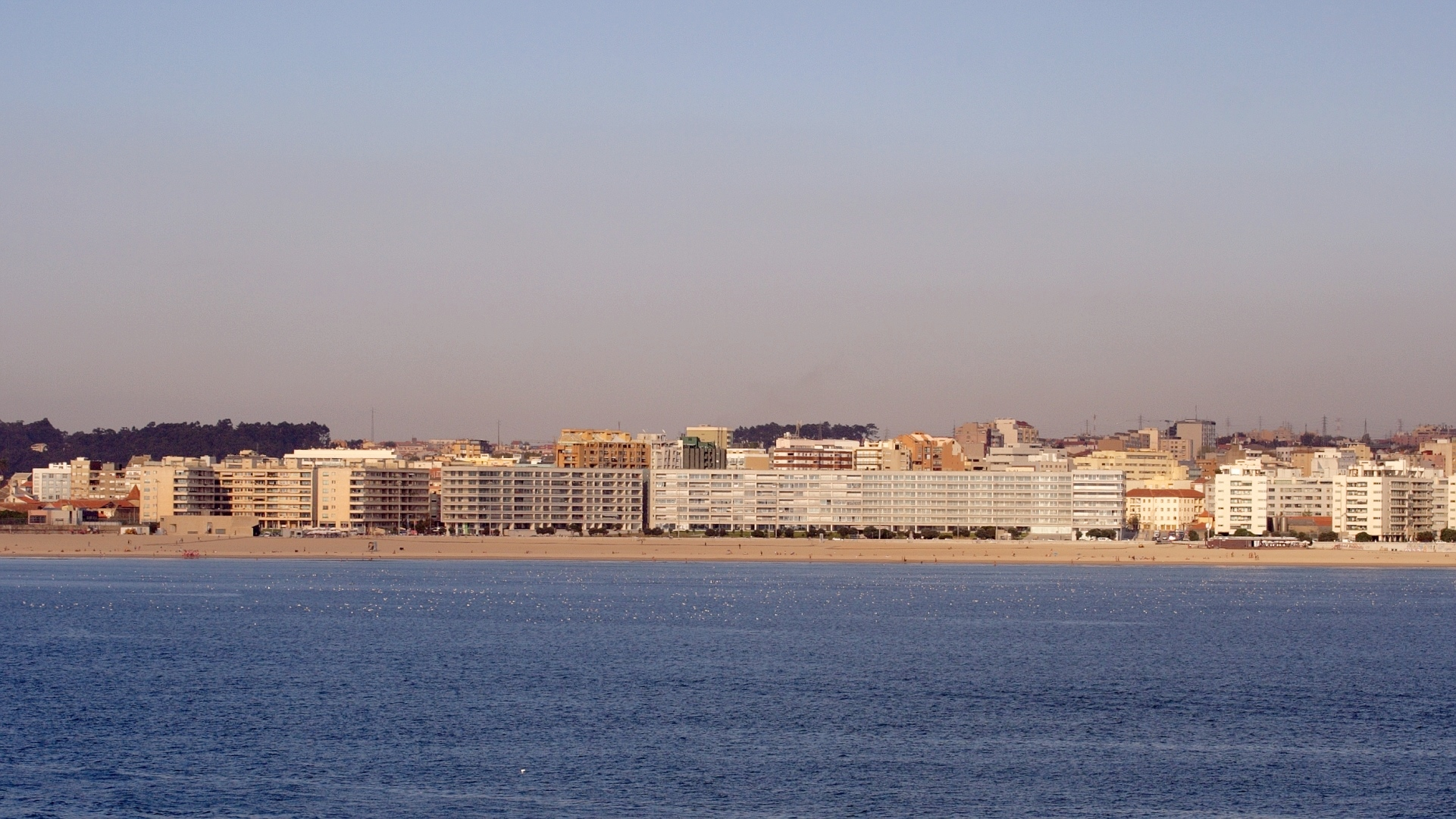
Küstenbebauung an der Av. do General Norton de Matos in Matosinhos
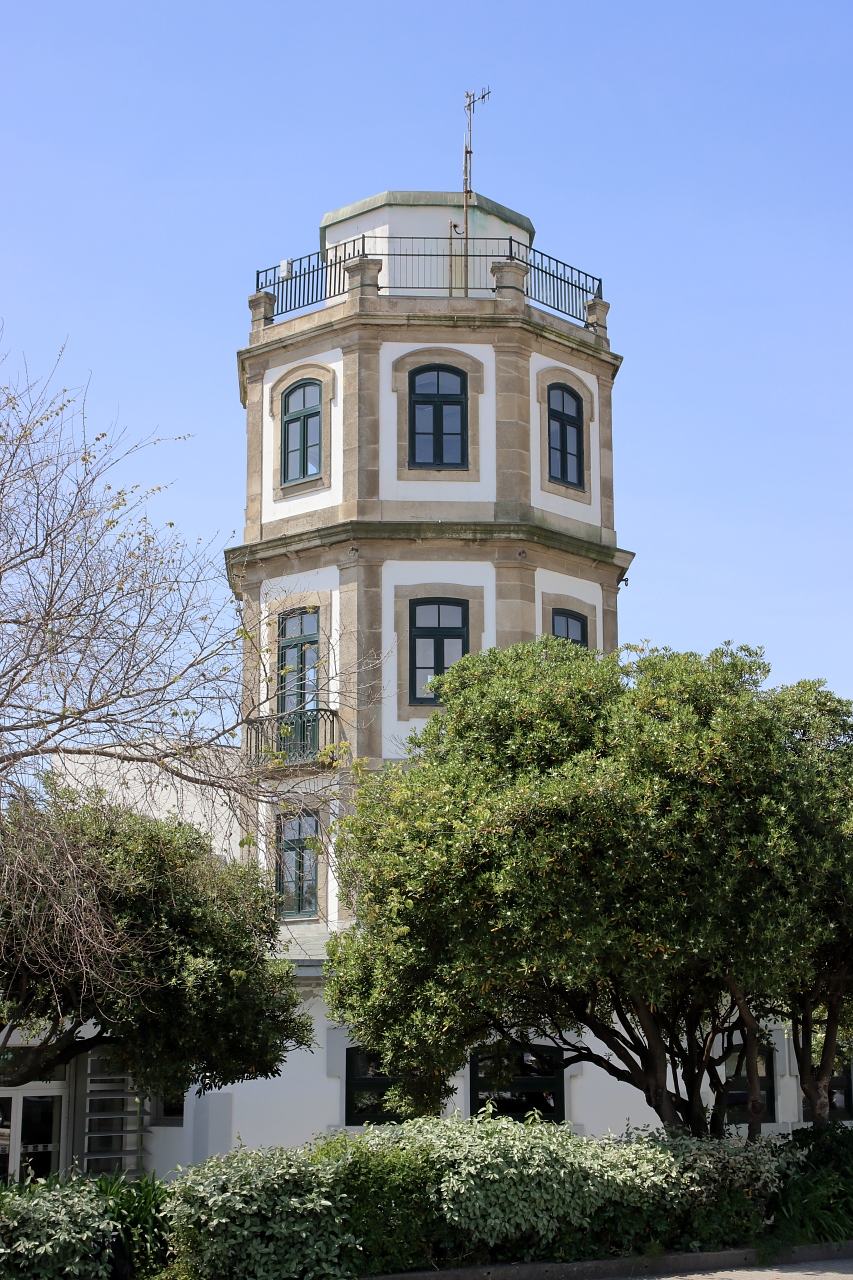
Hafenturm
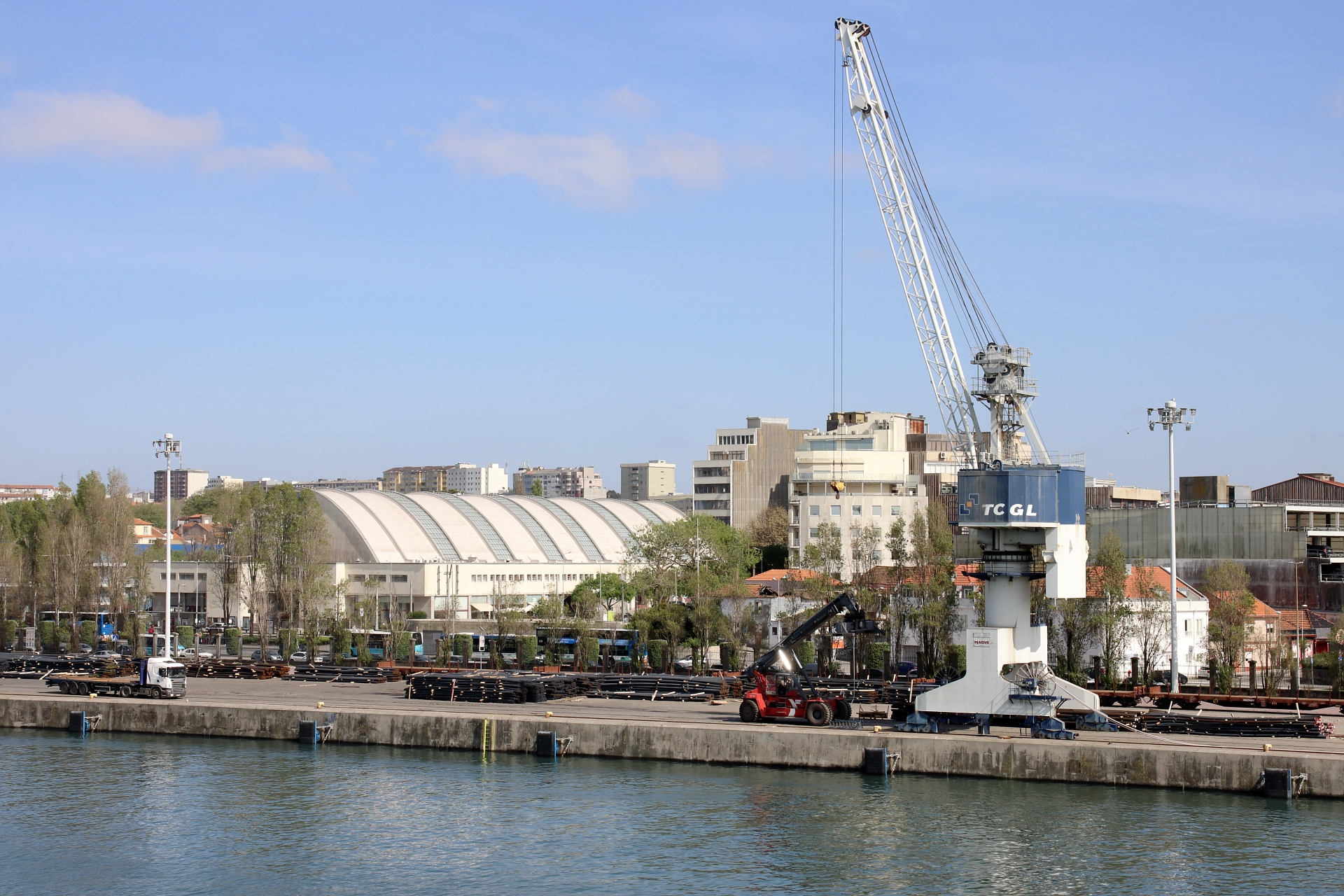
Hafenanlagen des Porto de Leixões, dahinter die Markthalle in Matosinhos
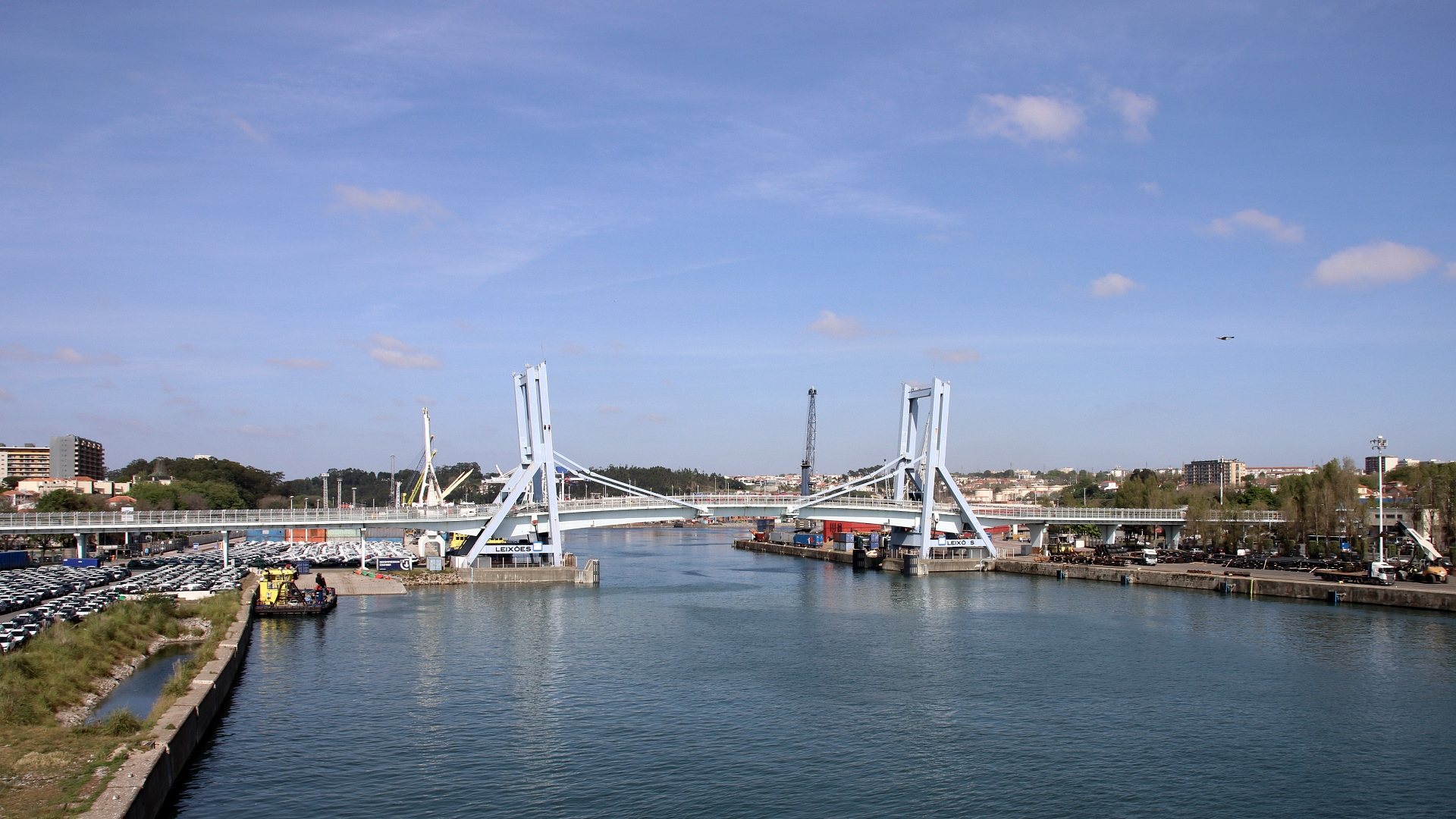
Ponte Móvel über den Porto de Leixões